# 王慧龍

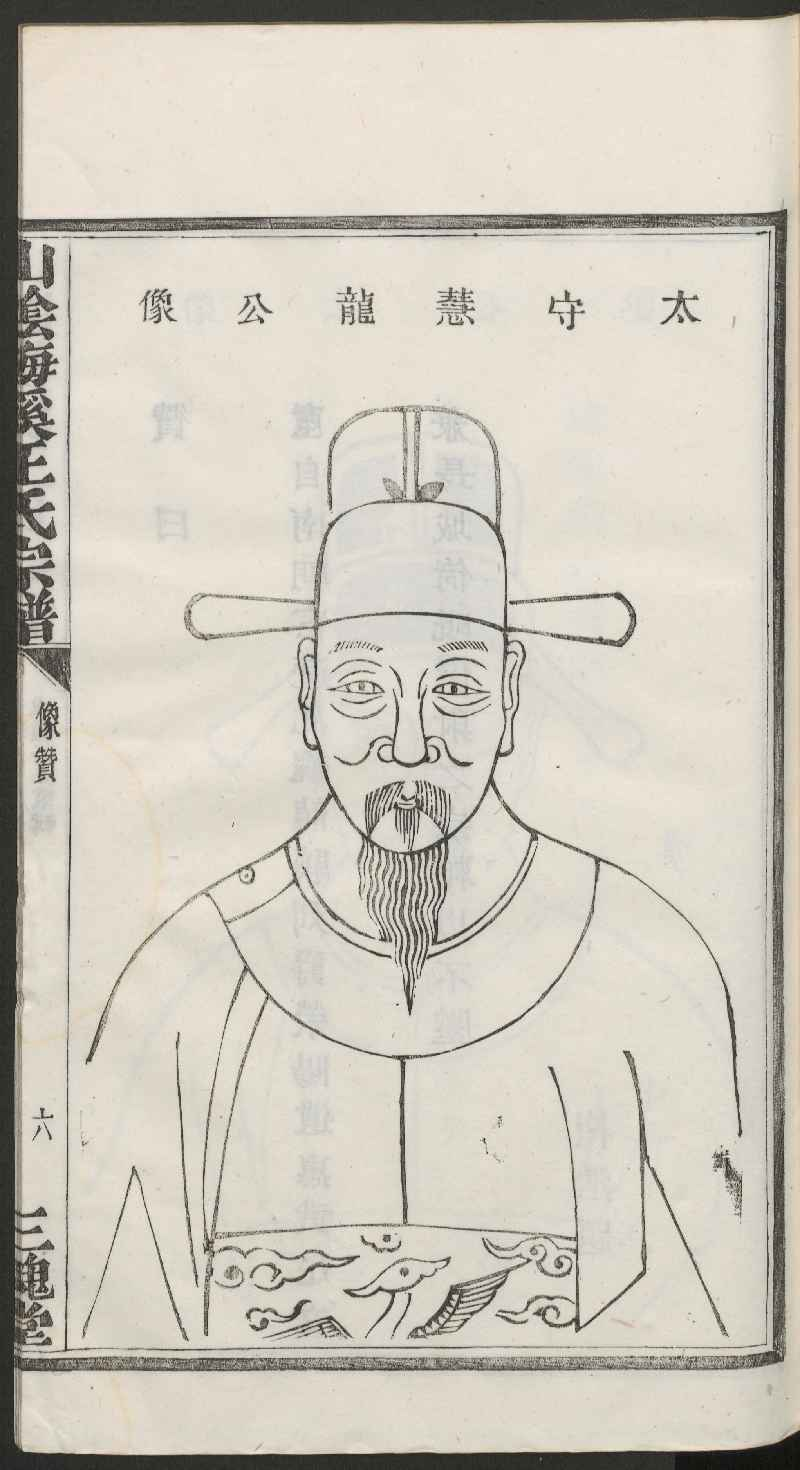
王慧龍

王 慧龍（おう けいりゅう、391年 - 440年）は、東晋から北魏にかけての軍人。本貫は太原郡晋陽県。

## 経歴
王緝の子として生まれた。幼くして聡明で、諸孫の龍たらんと、祖父の王愉がこの名をつけた。元興3年（404年）、かつて劉裕の地位が低かったころに、王愉が無礼をはたらいたとして告発され、王愉の一家は処刑された。このとき慧龍は14歳で、沙門の僧彬にかくまわれて難を逃れた。100日あまりして、慧龍は僧彬とともに長江を渡ろうとして、津を管理する役人に疑われたが、僧彬の弟子ということにして言い抜けた。西上して江陵に入り、大叔父の王忱の故吏である荊州前治中の習辟彊を頼った。義熙元年（405年）、荊州刺史の魏詠之が死去すると、習辟彊・羅脩・劉期公・王騰らが挙兵を計画して、慧龍を盟主に推し、日を決めて州城を襲撃しようとした。劉裕は魏詠之の死を知ると、江陵に変事が起こるのを恐れて、弟の劉道規を荊州に派遣した。反乱は失敗し、慧龍は僧彬とともに再び逃亡した。襄陽を訪れて、雍州刺史の魯宗之の援助を受けると、虎牢から後秦に亡命した。
泰常2年（417年）、後秦が滅亡すると、慧龍は北魏に入った。明元帝の引見を受けると、劉裕を討つべく南征を訴え、言い終えるとうつむいて涙を流した。泰常8年（423年）、洛城鎮将となり、3000人の兵を配属されて金墉に駐屯した。
崔浩の弟の崔恬は慧龍が太原王氏の子であると聞いて、娘を慧龍の妻としてとつがせた。太原王氏は代々赤鼻で知られており、江東では「齇王」と言われていた。崔浩は慧龍と面会してその鼻の大きいのを見て、「真の貴種かな」といい、しばしば諸公に向けてその美を讃えた。司徒の長孫嵩は崔浩の話を聞いて喜ばず、南人を讃えて北方出身者を漢化しようとするものと問題視して、太武帝に訴えた。太武帝は怒って、崔浩を譴責すると、崔浩は冠を脱いで陳謝し、ようやく許しをえた。魯宗之の子の魯軌が後秦から北魏に入ると、慧龍は王愉の家豎で、僧彬が密通して生まれた子であると誹謗した。慧龍はこのため太武帝に任用されなかった。
後に楽安王拓跋範の傅に任じられ、并荊揚三州大中正を兼ねた。慧龍は南方への赴任を望み、崔浩の口添えも得て、南蛮校尉・安南大将軍・左長史に任じられた。始光3年（426年）、宋の荊州刺史の謝晦が江陵で起兵すると、慧龍は謝晦の援軍として南征した。司馬霊寿ら1万人を率いて思陵戍を落とし、項城を包囲した。謝晦が敗れると、慧龍は軍を返した。神䴥元年（428年）、宋の王玄謨が滑台に進攻してくると、慧龍は仮の楚兵将軍となり、安頡らとともに宋軍を迎え撃った。対峙すること50日あまり、慧龍は奇兵によって宋軍を撃破した。龍驤将軍の号を受け、長社侯の爵位を受けた。滎陽郡太守に任じられ、長史を兼ねた。滎陽に在任すること10年、勧農と征戦の功績で、名声は高かった。
神䴥3年（430年）、宋の到彦之・檀道済らが北伐してくると、慧龍は奮戦してたびたび宋軍の攻撃をくじいた。到彦之は友人の蕭斌に宛てた手紙の中で、「魯軌は頑固で鈍く、司馬楚之は奇矯であるが、北に亡命した者の中で王慧龍と韓延之だけは油断できない人物である」と評した。宋の文帝は北魏の内部を離間するため、「慧龍は功績が高いにもかかわらず、位が低いのが不満で、司馬楚之を捕らえて反乱を起こそうとしている」との噂を流させた。太武帝は南朝側の意図を看破して、斉人が楽毅を陥れた故事にたとえた。また宋は刺客として呂玄伯を派遣して慧龍を暗殺しようとしたが、慧龍はこれを見抜いて呂玄伯を取り押さえた。慧龍は呂玄伯を殺さずに許した。
慧龍は亡命者としての生涯に悩みつつ、伍子胥を祀って古人に心を寄せた。布衣粗食に甘んじて、清貧の生活を送った。太子少傅の游雅が「慧龍はいにしえの遺孝なり」と評した。帝王制度18篇を編纂して、『国典』といった。太平真君元年（440年）、使持節・寧南将軍・虎牢鎮都副将に任じられた。赴任する前に死去した。安南将軍・荊州刺史の位を追贈された。諡は穆侯といった。吏人や将士は慧龍の墓所に仏寺を建て、慧龍と僧彬をかたどった絵を描いて讃えた。呂玄伯は一命を許された恩に感じて、墓守りをつとめ、終生去らなかった。

## 子女
- 王宝興（長社侯の爵位を嗣ぎ、龍驤将軍の号を受けた。盧遐の妻は崔浩の娘であったが、崔浩の死後に官奴に落とされて度河鎮の高車の滑骨に与えられた。宝興は塞外に出て盧遐の妻の身柄を買い戻して帰った）
- 女（李承の妻）

## 伝記資料
- 『魏書』巻38 列伝第26
- 『北史』巻35 列伝第23
- 魏故假節龍驤将軍豫州刺史李簡子墓誌銘